# Анфеїда
Анфеї́да (також Антеїда; дав.-гр. Аνφειδα) — персонаж давньогрецької міфології, дочка Гіакінта. 
Разом з сестрами Еглеїдою, Літією і Орфеєю вона була привезена батьком до Афін з Лакедемона і принесена в жертву Персефоні на могилі кіклопа Гереста, коли в Афінах почалася тяжка моровиця. Жертва нічого не змінила в перебігу моровиці, й оракул звелів афінянам понести кару, яку покладе на них Мінос.